# Pumilinura
Genre
Pumilinura est un genre de collemboles de la famille des Neanuridae.

## Liste des espèces
Selon Checklist of the Collembola of the World (version du 13 octobre 2019) :
- Pumilinura albanica Peja & Deharveng, 1995
- Pumilinura croatica Smolis & Skarzynski, 2004
- Pumilinura gneiweri (da Gama, 1963)
- Pumilinura hidalgoi Cassagnau & Palacios-Vargas, 1983
- Pumilinura loksai (Dunger, 1974)
- Pumilinura travei Cassagnau & Peja, 1979
- Pumilinura vickae Barra, 1993

## Publication originale
- Cassagnau, 1979 : Les collemboles Neanuridae des pays dinaro-balkaniques: leur intérêt phylogénétique et biogéographique. Biologia Gallo-Hellenica, vol. 8, p. 185-203.